# Juliusz Holzmüller
Juliusz Holzmüller (ur. 11 lipca 1876 w Bolechowie, zm. 1932 we Lwowie) – polski malarz.

## Życiorys
Uczył się malarstwa dekoracyjnego we lwowskiej Państwowej Szkole Przemysłowej, jego wykładowcami byli m.in. Roman Bratkowski, Stanisław Józef Rejchan i Tadeusz Rybkowski. W 1898 z tej szkoły przeniósł się na krakowską Akademię Sztuk Pięknych, kształcąc się w pracowniach Józefa Mehoffera, Floriana Cynka i Teodora Axentowicza. W 1904 przerwał na rok studia i wyjechał pobierać nauki w Akademii Sztuk Pięknych w Monachium. Ukończył studia w 1906 i zamieszkał we Lwowie, gdzie pracował zarobkowo jako nauczyciel rysunku. Swoje prace wystawiał z krakowskim i lwowskim Towarzystwie Przyjaciół Sztuk Pięknych oraz w warszawskim Towarzystwie Zachęty Sztuk Pięknych.

## Twórczość
Tworzył pejzaże, widoki miast, był też znany jako malarz koni. Były to m.in. sceny batalistyczne z udziałem konnicy japońskiej, sceny plenerowe ukazujące stadniny i konie na tle przyrody. Stworzył na zamówienie księcia Ottona Habsburga cykl obrazów, który znalazł się w pawilonie myśliwskim w Rafajłowej. Obraz ukazujący konnicę japońską w akcji zdobi kasyno oficerskie w Tokio. Najczęstszą techniką stosowaną przez Juliana Holzmüllera była akwarela, rzadziej stosował tusz lub temperę. Prace artysty znajdują się w kolekcjach krakowskiego Muzeum Narodowego, muzeum w Łańcucie i we Lwowskiej Galerii Sztuki.